# Acrocercops cissiella
Acrocercops cissiella là một loài bướm đêm thuộc họ Gracillariidae. Nó được tìm thấy ở Cuba.
Ấu trùng ăn các loài Hibiscus elatus, Cissampelos (bao gồm Cissampelos verticillata) và Vitis. Chúng có thể ăn lá nơi chúng làm tổ.